# パキスタンの鉄道駅一覧
パキスタンの鉄道駅一覧は、パキスタンの鉄道駅の一覧である。
なるべく読みを付け、同名・同表記の駅には会社名・路線名も付けた。

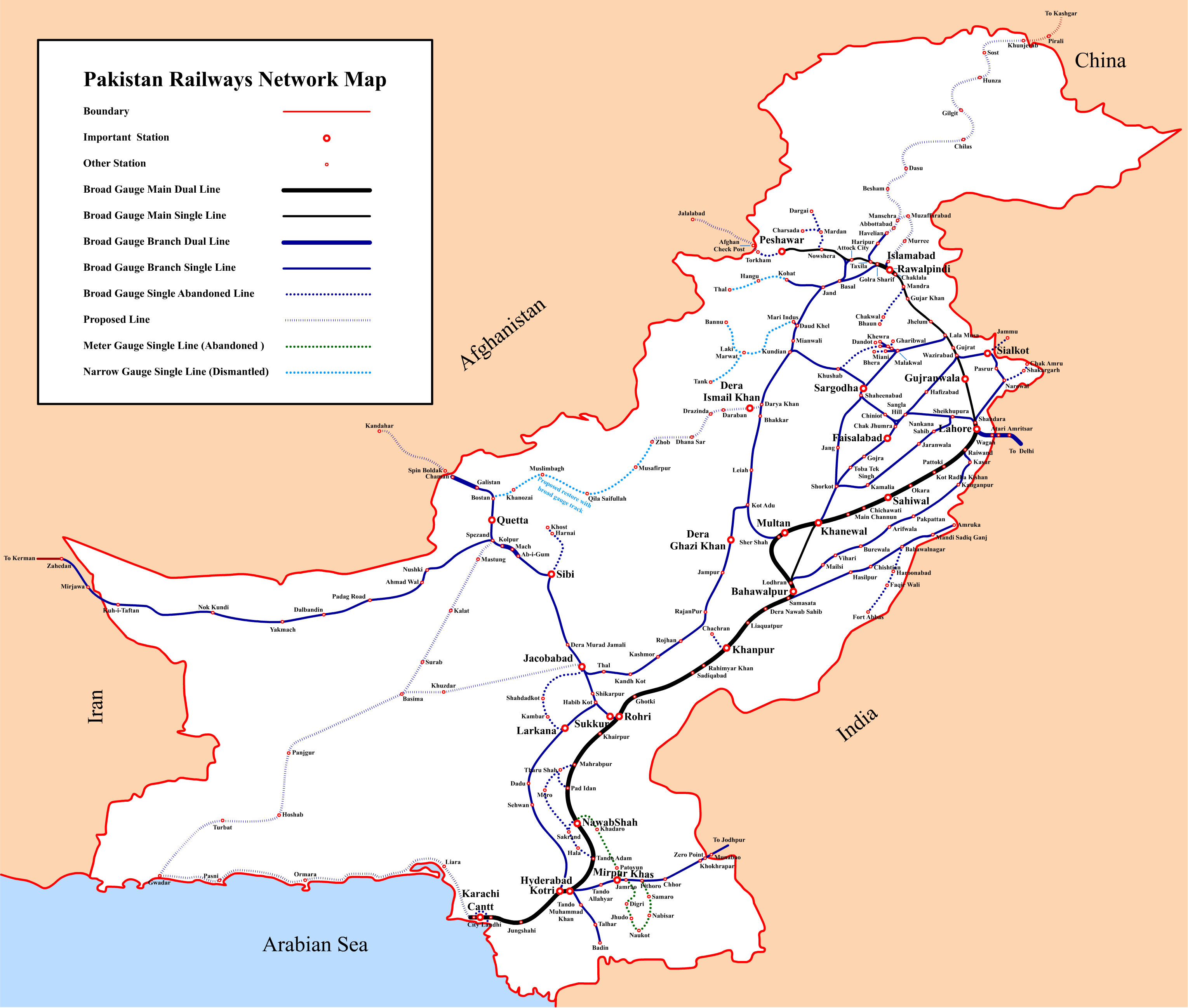
パキスタン鉄道ネットワーク図

## あ行
- イスラマバード駅（マルガラ駅）

## か行
- カラチ・カントンメント駅（カラチ・カント）
- カラチ・シティ駅
- グジュラート駅

## さ行
- ゼロ・ポイント駅

## ま行
- マッサン駅
- ミールプル・ハース駅

## ら行
- ラーワルピンディー駅